# Lhalungpa Gyaltsen Tharchin
Lhalungpa Gyaltsen Tharchin (tibétain : ལྷ་ལུང་རྒྱལ་མཚན་མཐར་ཕྱིན, Wylie : lha lung rgyal mtshan mthar phyin) né en 1893 au Tibet et mort en détention en 1962 est le Kuten de Nechung, oracle d'État du Tibet.

## Biographie
Lhalungpa Gyaltsen Tharchin est né dans la famille Lhalung en 1893 à Pelri Zimkhang, d'un père appelé Kelzang Puntsok et d'une mère, Tenzin Peldron, issue de la famille Drabchi Punrab. Son oncle paternel est le 11e kuten de l'oracle de Nechung, Lhalung Shakya Yarphel. 
Le jour de sa naissance, son oncle déclare, en transe, que Lhalungpa Gyaltsen Tharchin sera son successeur et que son neveu devrait être présent chaque fois qu'il officiera comme oracle en canalisant la divinité Pehar Gyalpo. Dans ses occasions, l'oncle en transe offrait un khatak, écharpe blanche de cérémonie, à Gyeltsen Tarchin. 
Gyeltsen Tarchin reçut sa formation religieuse au collège du monastère de Drepung. Après la mort de Lhalung Shakya Yarphel, Lobzang Sonam lui succéda en 1901.
Lhalungpa Gyaltsen Tharchin lui succéda en 1913 à l'initiative du 13e dalaï-lama, Thubten Gyatso comme l'avait annoncé l'oracle de Gadong. 
Lhalungpa Gyaltsen Tharchin rejoignit à Nechung, et son père devint son secrétaire et trésorier. Ce dernier fut accusé par des moines de Drepung de détournement de fonds, et après enquête du gouvernement tibétain, Gyeltsen Tarchin fut démis de ses fonctions en 1915.
Plus tard, le gouvernement lui proposa de reprendre ses fonctions d'oracle de Nechung, mais il refusa, préférant mener une vie ordinaire.
En 1921, il épousa Tamdrin et ils eurent quatre enfants : Jampa Gyeltsen (1921–1993), Lobsang Phuntsok, Jampa Dolkar et Sonam Drolkar. Son épouse est morte en couches en 1932. Il se remarie avec la nourrice familliale et eut d'autres enfants avec elle.
Bien que démis de ses fonctions, Gyeltsen Tarchin conservait de bonnes relations avec le 13e dalaï-lama qui ne nomme en 1930, chef de la famille Drumpa, alliée au 13e dalaï-lama par mariage, son frère aîné, Langdun Lobzang Tashi, ayant épousé un membre de la famille Drumpa.
En tant que trésorier des propriétés Drumpa, Lhalungpa Gyaltsen Tharchin était assisté de Donpo Khyenrab Wangchuk (1897-1959) et de Tsipon Trogawa. Lhalungpa Gyaltsen Tharchin était aussi conseiller de Bondrong Tsetan Dorje, un ministre du Kashag.
En 1962, les autorités chinoises ont emprisonné Gyeltsen Tarchin et condamné aux travaux forcés. On lui aurait proposer d'être libérer contre des aveux, mais il refusa, restant en détention où il est mort la même année faute de soins médicaux.
Son fils Jampa Gyeltsen fut aussi emprisonné pour avoir participé au soulèvement tibétain de 1959 à Lhassa. Lobsang Phuntsok avait rejoint l'Inde en 1947 pour enseigner au Collège Saint-Joseph à la demande du gouvernement tibétain. Sa fille Jampa Drolkar, nonne, resta à Lhassa, et sa fille Sonam Dolkar s'installa en Suisse.